# Armónicos esféricos

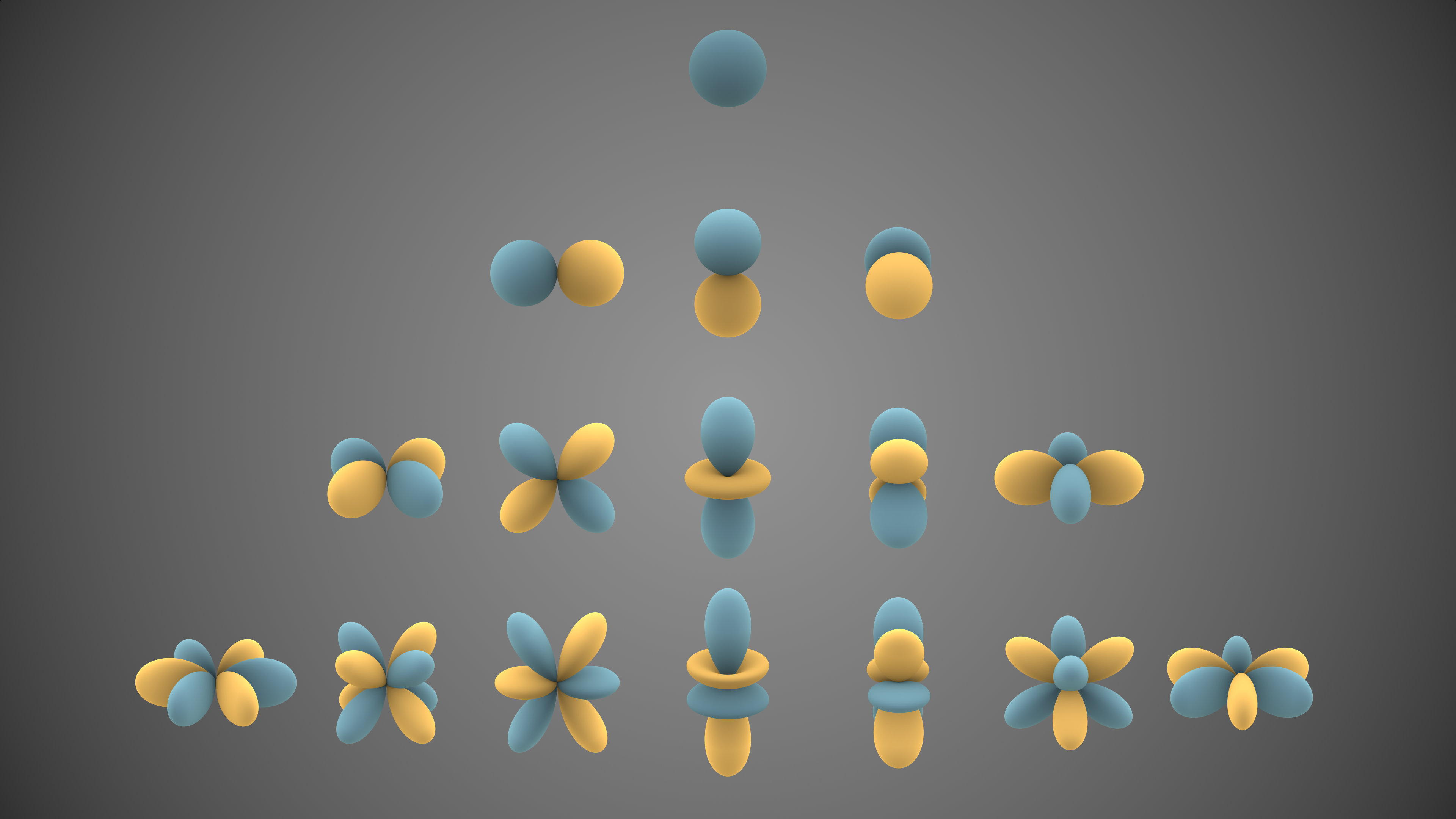
Representaciones visuales de los primeros armónicos esféricos reales. Las porciones azules representan regiones donde la función es positiva, y las amarillas, donde es negativa. La distancia de la superficie al origen indica el valor absoluto de en dirección angular.

En matemáticas, los armónicos esféricos son funciones armónicas que representan la variación espacial de un conjunto ortogonal de soluciones de la ecuación de Laplace cuando la solución se expresa en coordenadas esféricas.
Los armónicos esféricos son importantes en muchas aplicaciones teóricas y prácticas, en particular en la física atómica (dado que la función de onda de los electrones contiene armónicos esféricos) y en la teoría del potencial, que resulta relevante tanto para el campo gravitatorio como para la electrostática.

## Introducción

Armónicos esféricos de variable real Y_{lm}, para l =0,...,4 (de arriba a abajo) y m = 0,...,4 (de izquierda a derecha). Los armónicos con m negativo Y_{l-m} son idénticos pero rotados 90º/m grados alrededor del eje Z con respecto a los positivos.

La ecuación de Laplace en coordenadas esféricas viene dada por:

{\displaystyle \nabla ^{2}f={1 \over r^{2}}{\partial  \over \partial r}\left(r^{2}{\partial f \over \partial r}\right)+{1 \over r^{2}\sin \theta }{\partial  \over \partial \theta }\left(\sin \theta {\partial f \over \partial \theta }\right)+{1 \over r^{2}\sin ^{2}\theta }{\partial ^{2}f \over \partial \varphi ^{2}}=0}

(véase también nabla y laplaciano en coordenadas esféricas). Si en esta expresión se consideran soluciones particulares de la forma, {\displaystyle f(r,\theta ,\varphi )=R(r)Y(\theta ,\varphi )}, la parte angular Y, se le denomina armónico esférico y satisface la relación:

{\displaystyle {1 \over \sin \theta }{\partial  \over \partial \theta }\left(\sin \theta {\partial Y(\theta ,\varphi ) \over \partial \theta }\right)+{1 \over \sin ^{2}\theta }{\partial ^{2}Y(\theta ,\varphi ) \over \partial \varphi ^{2}}+l(l+1)Y(\theta ,\varphi )=0}

Si a su vez se usa el método de separación de variables a esta última ecuación se puede ver que la ecuación anterior admite soluciones periódicas en las dos coordenadas angulares l es un número entero. Entonces la solución periódica del sistema anterior dependerá de los dos enteros (l, m) y vendrá dada en términos de funciones trigonométricas y de polinomios asociados de Legendre:

{\displaystyle Y_{\ell }^{m}(\theta ,\varphi )=N\,e^{im\varphi }\,P_{\ell }^{m}(\cos {\theta })},

Donde {\displaystyle Y_{\ell }^{m}} se llama función armónica esférica de grado {\displaystyle \ell } y orden {\displaystyle m}, {\displaystyle P_{\ell }^{m}} es el polinomio asociado de Legendre, {\displaystyle N} es una constante de normalización y {\displaystyle \theta } y {\displaystyle \varphi } representan las variables angulares (el ángulo polar o colatitud y azimutal o longitud, respectivamente).
Las coordenadas esféricas utilizadas en este artículo son consistentes con las utilizadas por los físicos, pero difieren de las utilizadas por los matemáticos (ver coordenadas esféricas). En particular, la colatitud {\displaystyle \theta }, o ángulo polar, se encuentra en el rango {\displaystyle 0\leq \theta \leq \pi } y la longitud {\displaystyle \varphi }, o azimut, posee el rango {\displaystyle 0\leq \varphi <2\pi }. Por lo tanto, {\displaystyle \theta } es 0 en el Polo Norte, {\displaystyle \pi /2} en el Ecuador, y {\displaystyle \pi } en el Polo Sur.
Cuando la ecuación de Laplace se resuelve sobre un dominio esférico, las condiciones de periodicidad sobre la frontera en la coordenada {\displaystyle \varphi } así como las condiciones de regularidad en el "polo norte" y "sur" de la esfera, conllevan como se ha dicho que los números el grado l y el orden m necesarios para que se satisfagan deben ser enteros que cumplen: {\displaystyle \ell \geq 0} y {\displaystyle |m|\leq \ell }.

### Normalización
Existen varias normalizaciones utilizadas para las funciones de armónicos esféricos. En física y sismología estas funciones son generalmente definidas como
{\displaystyle Y_{\ell }^{m}(\theta ,\varphi )=A_{\ell }^{m}P_{\ell }^{m}(\cos {\theta })\,e^{im\varphi }}
donde 
{\displaystyle A_{\ell }^{m}={\sqrt {{(2\ell +1) \over 4\pi }{(\ell -m)! \over (\ell +m)!}}}}
Estas funciones están ortonormalizadas
{\displaystyle \int _{0}^{2\pi }d\varphi \int _{-1}^{1}d(\cos \theta )Y_{\ell }^{m}(\theta ,\varphi ^{*})\,Y_{\ell '}^{m'*}(\theta ,\varphi )\,=\delta _{\ell \ell '}\,\delta _{mm'}},
donde {\displaystyle \delta _{ii}=1}, {\displaystyle \delta _{ij}=0} si {\displaystyle i\neq j}, (ver delta de Kronecker). Mientras que en las áreas de geodésica y análisis espectral se utiliza 
{\displaystyle Y_{\ell }^{m}(\theta ,\varphi )={\sqrt {{(2\ell +1)}{(\ell -m)! \over (\ell +m)!}}}\,P_{\ell }^{m}(\cos {\theta })\,e^{im\varphi }}
que posee una potencia unitaria
{\displaystyle {1 \over 4\pi }\int _{0}^{2\pi }d\varphi \int _{-1}^{1}d(\cos \theta )Y_{\ell }^{m}(\theta ,\varphi ^{*})\,Y_{\ell '}^{m'*}(\theta ,\varphi )\,=\delta _{\ell \ell '}\,\delta _{mm'}}.
En temas de magnetismo, en cambio, se utilizan los armónicos de Schmidt semi-normalizados
{\displaystyle Y_{\ell }^{m}(\theta ,\varphi )={\sqrt {(2l+1){(\ell -m)! \over (\ell +m)!}}}P_{\ell }^{m}(\cos {\theta })\,e^{im\varphi }}
poseen la siguiente normalización
{\displaystyle \int _{\varphi =0}^{2\pi }\int _{-1}^{1}d(cos\theta )Y_{\ell }^{m}(\theta ,\varphi ^{*})\,Y_{\ell '}^{m'*}(\theta ,\varphi )\,={4\pi  \over (2\ell +1)}\delta _{\ell \ell '}\,\delta _{mm'}}.
Utilizando la identidad (ver Polinomios asociados de Legendre)
{\displaystyle P_{\ell }^{-m}=(-1)^{m}{\frac {(\ell -m)!}{(\ell +m)!}}P_{\ell }^{m}}
se puede demostrar que todas las funciones armónicas esféricas normalizadas mencionadas en los párrafos anteriores satisfacen
{\displaystyle Y_{\ell }^{m*}(\theta ,\varphi )=(-1)^{m}Y_{\ell }^{-m}(\theta ,\varphi )},
donde el símbolo * significa conjugación compleja.

### Convención de fase de Condon-Shortley
Una fuente de confusión con la definición de los esféricos armónicos es el factor de fase de {\displaystyle (-1)^{m}\,}, comúnmente identificado como la fase de Condon-Shortley en la literatura relacionada con mecánica cuántica. En el área de mecánica cuántica, es práctica usual incluir este factor de fase en la definición de las funciones asociadas de Legendre, o acoplarlo a la definición de las funciones armónicas esféricas. No existe ningún requerimiento que obligue a utilizar la fase de Condon-Shortley en la definición de las funciones esféricas armónicas pero, si es que se la incluye, entonces algunas operaciones en el campo de la mecánica cuántica son más simples. Por el contrario en los campos de geodesia y magnetismo nunca se incluye el factor de fase de Condon-Shortley en la definición de los esféricos armónicos.

### Definición matemática: Armónicos hiperesféricos
En matemáticas se usa una noción de armónico esférico más amplia que en física. Dado un polinomio P(x) homogéneo y armónico de grado m sobre {\displaystyle \mathbb {R} ^{n}} se denomina armónico esférico de grado m a la función obtenida como restricción de P(x) a la (n-1)-esfera {\displaystyle S^{n-1}\subset \mathbb {R} ^{n}}. Las funciones consideradas anteriormente {\displaystyle Y(\theta ,\varphi )} son obviamente ejemplos de funciones armónicas, pero también son ciertas combinaciones lineales de los mismos. Para n > 3 la definición anterior permite definir armónicos hiperesféricos, que generalizan la definición a espacios de dimensión superior.
Si {\displaystyle {\mathcal {H}}_{m}(S^{n})} designa a todos las funciones armónicas de grado m, se pueden demostrar una serie de propiedades importantes:
1. El espacio de funciones de cuadrado integrable sobre la n-esfera es suma directa de espacios anteriores {\displaystyle L^{2}(S^{n})=\bigoplus _{m=0}^{\infty }{\mathcal {H}}_{m}(S^{n})}
2. Dados dos espacios {\displaystyle {\mathcal {H}}_{m}(S^{n})}  y {\displaystyle {\mathcal {H}}_{k}(S^{n})} con {\displaystyle m\neq k}, entonces esos dos espacios son ortogonales.
3. La dimensión del espacio {\displaystyle {\mathcal {H}}_{m}(S^{n})} viene dada por:

{\displaystyle \dim {\mathcal {H}}_{m}(S^{n-1})={\begin{pmatrix}n+m-1\\n-1\end{pmatrix}}-{\begin{pmatrix}n+m-3\\n-1\end{pmatrix}}}

## Expansión en armónicos esféricos
Los armónicos esféricos forman un conjunto completo ortonormal de funciones y por lo tanto forman un espacio vectorial análogo a vectores unitarios de la base. Sobre la esfera unitaria, toda función de cuadrado integrable puede, por lo tanto, ser expandida como una combinación lineal de:
{\displaystyle f(\theta ,\varphi )=\sum _{\ell =0}^{\infty }\sum _{m=-\ell }^{\ell }f_{\ell }^{m}\,Y_{\ell }^{m}(\theta ,\varphi )}.
Esta expansión es exacta siempre y cuando {\displaystyle \ell } se extienda a infinito. Se producirá un error de truncamiento al limitar la suma sobre {\displaystyle \ell } a un ancho de banda finito {\displaystyle L}. Los coeficientes de la expansión {\displaystyle f_{\ell }^{m}} pueden obtenerse multiplicando la ecuación precedente por el complejo conjugado de los esféricos armónicos, integrando sobre un ángulo sólido {\displaystyle \Omega \!\,}, y utilizando las relaciones de ortogonalidad indicadas previamente. Para el caso de armónicos ortonormalizados, se obtiene
{\displaystyle f_{\ell }^{m}=\int _{\Omega }f(\theta ,\varphi )\,Y_{\ell }^{m*}(\theta ,\varphi )d\Omega =\int _{0}^{2\pi }d\varphi \int _{0}^{\pi }d\theta \sin \theta f(\theta ,\varphi )Y_{\ell }^{m*}(\theta ,\varphi )}.
Un conjunto alternativo de armónicos esféricos para funciones reales puede ser obtenido a partir del conjunto
{\displaystyle Y_{\ell m}={\begin{cases}Y_{\ell }^{0}\qquad \qquad \qquad \qquad \qquad \qquad \qquad \qquad \qquad \qquad \quad \quad {\mbox{  si }}m=0\\{1 \over {\sqrt {2}}}\left(Y_{\ell }^{m}+(-1)^{m}\,Y_{\ell }^{-m}\right)={\sqrt {2}}NP_{\ell }^{m}(\theta )\cos m\varphi \qquad \quad \quad {\mbox{si }}m>0\\{1 \over i{\sqrt {2}}}\left(Y_{\ell }^{|m|}-(-1)^{|m|}\,Y_{\ell }^{-|m|}\right)={\sqrt {2}}NP_{\ell }^{|m|}(\theta )\sin |m|\varphi \quad {\mbox{  si }}m<0.\end{cases}}}
Estas funciones tienen las mismas propiedades de normalización que las funciones complejas indicadas previamente. En esta notación, una función real integrable puede ser expresada como una suma de armónicos esféricos de infinitos términos como
{\displaystyle f(\theta ,\varphi )=\sum _{\ell =0}^{\infty }\sum _{m=-\ell }^{\ell }f_{lm}\,Y_{lm}(\theta ,\varphi )}.

## Armónicos esféricos en física
A continuación mencionaremos algunas aplicaciones de los armónicos esféricos en física, tanto en electrostática como en mecánica cuántica.

### El átomo de hidrógeno
El moderno modelo atómico cuántico del átomo de hidrógeno presupone que cada electrón en un estado estacionario de energía del electrón tiene una posición que se distribuye alrededor del núcleo atómico con una distribución de probabilidad cuya variación angular viene dada por un armónico esférico.

## Análisis espectral
La potencia total de una función {\displaystyle f} es definida en la literatura de procesamiento de señales electrónicas como la integral de la función elevada al cuadrado, dividida por el área que abarca. Usando las propiedades de ortonormalidad de las funciones armónicas esféricas de potencia real unitaria, es fácil verificar que la potencia total de una función definida sobre la esfera unitaria se relaciona con sus coeficientes espectrales a través de una generalización del teorema de Parseval:
{\displaystyle {\frac {1}{4\,\pi }}\int _{\Omega }f(\Omega )^{2}\,d\Omega =\sum _{l=0}^{\infty }S_{f\!f}(l)},
donde
{\displaystyle S_{f\!f}(l)=\sum _{m=-l}^{l}f_{lm}^{2}}
se define como el espectro de potencia angular. En forma similar, se puede definir la potencia cruzada entre dos funciones como
{\displaystyle {\frac {1}{4\,\pi }}\int _{\Omega }f(\Omega )\,g(\Omega )\,d\Omega =\sum _{l=0}^{\infty }S_{fg}(l)},
donde
{\displaystyle S_{fg}(l)=\sum _{m=-l}^{l}f_{lm}g_{lm}}
se define como el espectro cruzado en este caso. Si las funciones {\displaystyle f} y {\displaystyle g} tienen un valor promedio igual a cero (o sea los coeficientes espectrales {\displaystyle f_{00}} y {\displaystyle g_{00}} son nulos), entonces {\displaystyle S_{f\!f}(l)} y {\displaystyle S_{fg}(l)} representan las contribuciones a la varianza y covarianza de la función para el grado {\displaystyle \ell }, respectivamente. Es común que el espectro de potencia cruzado se pueda aproximar por una power law del tipo
{\displaystyle S_{f\!f}(l)=C\,\ell ^{\beta }}.
Cuando {\displaystyle \beta =0}, el espectro es "blanco" dado que cada grado posee idéntica potencia. Cuando {\displaystyle \beta <0}, el espectro se denomina "rojo" ya que existe mayor potencia a grados bajos con longitudes de onda largas que a altos grados. Finalmente, cuando {\displaystyle \beta >0}, el espectro es denominado "azul".

## Teorema de la suma
Un resultado matemático de sumo interés y utilidad es el llamado teorema de la suma para los armónicos esféricos. Dos vectores r y r', con coordenadas esféricas {\displaystyle (r,\theta ,\varphi )} y {\displaystyle (r',\theta ',\varphi ')}, respectivamente, tienen un ángulo {\displaystyle \gamma } entre ellos dado por la expresión
{\displaystyle \cos \gamma =\cos \theta \cos \theta '+\sin \theta \sin \theta '\cos(\varphi -\varphi ')}.
El teorema de la suma expresa un polinomio de Legendre de orden {\displaystyle l} en el ángulo {\displaystyle \gamma } en términos de los productos de dos armónicos esféricos con coordenadas angulares {\displaystyle (\theta ,\varphi )} y {\displaystyle (\theta ',\varphi ')}:
{\displaystyle P_{l}(\cos \gamma )={\frac {4\pi }{2l+1}}\sum _{m=-l}^{l}Y_{lm}^{*}(\theta ',\varphi ')\,Y_{lm}(\theta ,\varphi )}.
Esta expresión es válida tanto para los armónicos reales como para los complejos. Sin embargo, debe enfatizarse que la fórmula indicada previamente es válida solo para armónicos esféricos ortonormalizados. Para armónicos de potencia unitaria es necesario eliminar el factor {\displaystyle 4\pi } de la expresión anterior.

## Visualización de los armónicos esféricos

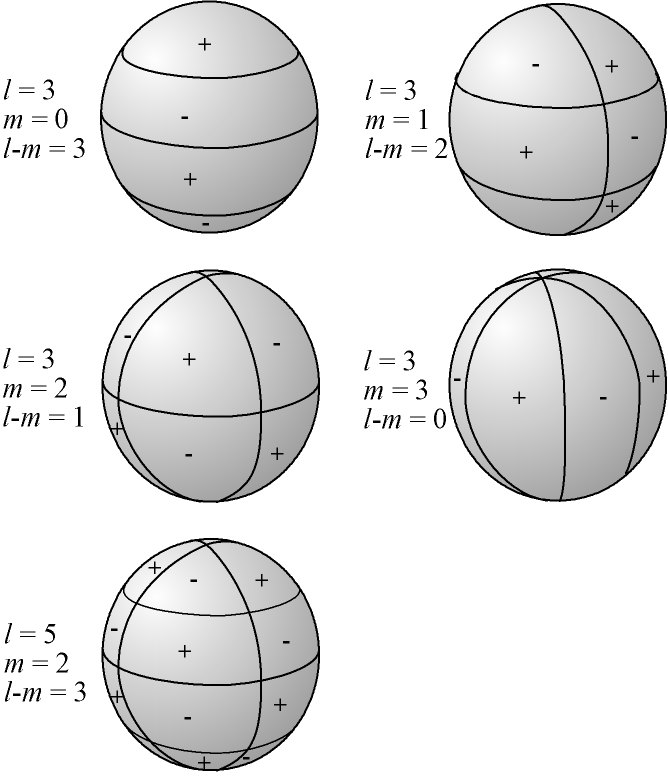
Representación esquemática de Y_{lm} sobre la esfera unitaria. Y_{lm} es igual a 0 a lo largo de m círculos que pasan a través de los polos, y a lo largo de l-m círculos de igual latitud. La función cambia de signo cada vez que cruza una de dichas líneas.

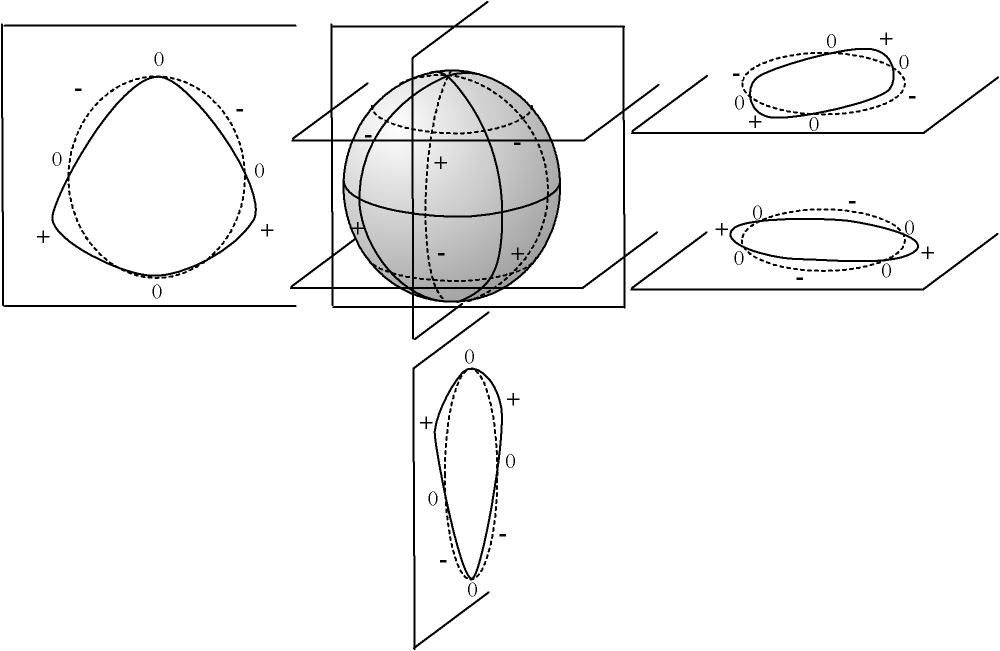
La función armónica esférica real Y_{32} mostrada a lo largo de cuatro cortes.

Los armónicos esféricos son fáciles de visualizar contando el número de cruces por cero que ellos tienen tanto en dirección de las latitudes como de las longitudes. Para la dirección en las latitudes, las funciones asociadas de Legendre tienen {\displaystyle l-|m|} ceros, mientras que en sentido longitudinal, las funciones trigonometricas seno y coseno tienen {\displaystyle 2|m|} ceros.
Cuando el armónico esférico de orden {\displaystyle m} es nulo o cero, las funciones armónicas esféricas no dependen de la longitud, y se dice que la función es zonal. Cuando {\displaystyle l=|m|}, no existen cruces por cero en sentido de las latitudes, y se dice que la función es sectorial. Para otro casos, las funciones forman un damero sobre la esfera.

## Ejemplos de los primeros armónicos esféricos
Expresiones analíticas de los primeros armónicos esféricos ortonormalizados, que usan la convención de fase de Condon-Shortley:
{\displaystyle Y_{0}^{0}(\theta ,\varphi )={1 \over 2}{\sqrt {1 \over \pi }}}
{\displaystyle Y_{1}^{-1}(\theta ,\varphi )={1 \over 2}{\sqrt {3 \over 2\pi }}\,\sin \theta \,e^{-i\varphi }}
{\displaystyle Y_{1}^{0}(\theta ,\varphi )={1 \over 2}{\sqrt {3 \over \pi }}\,\cos \theta }
{\displaystyle Y_{1}^{1}(\theta ,\varphi )={-1 \over 2}{\sqrt {3 \over 2\pi }}\,\sin \theta \,e^{i\varphi }}
{\displaystyle Y_{2}^{-2}(\theta ,\varphi )={1 \over 4}{\sqrt {15 \over 2\pi }}\,\sin ^{2}\theta \,e^{-2i\varphi }}
{\displaystyle Y_{2}^{-1}(\theta ,\varphi )={1 \over 2}{\sqrt {15 \over 2\pi }}\,\sin \theta \,\cos \theta \,e^{-i\varphi }}
{\displaystyle Y_{2}^{0}(\theta ,\varphi )={1 \over 4}{\sqrt {5 \over \pi }}\,(3\cos ^{2}\theta -1)}
{\displaystyle Y_{2}^{1}(\theta ,\varphi )={-1 \over 2}{\sqrt {15 \over 2\pi }}\,\sin \theta \,\cos \theta \,e^{i\varphi }}
{\displaystyle Y_{2}^{2}(\theta ,\varphi )={1 \over 4}{\sqrt {15 \over 2\pi }}\,\sin ^{2}\theta \,e^{2i\varphi }}
{\displaystyle Y_{3}^{0}(\theta ,\varphi )={1 \over 4}{\sqrt {7 \over \pi }}\,(5\cos ^{3}\theta -3\cos \theta )}
Tabla de armónicos esféricos hasta Y10

## Generalizaciones
El mapa de los armónicos esféricos puede ser visto como representaciones de la simetría de grupo de rotaciones alrededor de un punto (SO(3)) y recubridor universal SU(2). Por lo tanto, capturan la simetría de la esfera de dos dimensiones. Cada grupo de armónicos esféricos con un valor dado del parámetro l da lugar a una representación irreductible diferente del grupo SO(3).
Además, la esfera es equivalente a la esfera de Riemann. El conjunto completo de simetrías de la esfera de Riemann se describen mediante el grupo de transformaciones de Möbius PSL(2,C), que es isomorfo al grupo de Lie real llamado grupo de Lorentz. El análogo de los armónicos esféricos con respecto al grupo de Lorentz es la serie hipergeométrica; de hecho, los armónicos esféricos pueden reescribirse en términos de la serie hipergeométrica, dado que SO(3) es un subgrupo de PSL(2,C).
Más específicamente, se puede generalizar a la serie hipergeométrica para describir las simetrías de cualquier espacio de simetría; en particular, la serie hipergeométrica puede ser desarrollada para todo grupo de Lie

## Software
- SHTOOLS: Fortran 95 software archive
- HEALPIX: Fortran 90 and C++ software archive
- SpherePack: Fortran 77 software archive
- SpharmonicKit

- Datos: Q877100
- Multimedia: Spherical harmonics / Q877100